# VTB United League 2011/12
Die VTB United League Saison 2011/12 war die dritte reguläre Saison der Basketball-Liga VTB. An der VTB United League Saison 2011/12 nahmen 18 Mannschaften aus 9 Ländern teil. Der Vertreter Finnlands, es wäre das 10 Teilnehmer-Land, ist in der Qualifikation gescheitert.
Die Qualifikationsspiele wurden im September und Oktober ausgespielt.
Die Saison begann am 6. Oktober 2011 und endete mit dem Finale am 3. Mai 2012 in Vilnius in der Heimarena des Clubs Lietuvos rytas. Sieger wurde zum dritten Mal ZSKA Moskau.

## Qualifikation
Obwohl die Zahl der Teilnehmer wiederum erhöht wurde, war die Zahl der Interessenten an der VTB United League höher, als die Zahl der möglichen Teilnehmer. So wurde in der Saison 2011/12 zum ersten Mal eine Qualifikation gespielt.
Zunächst spielten zwei 3er Gruppen im Modus jeder gegen jeden eine Runde. Die beiden bestplatzierten jeder Runde qualifizierten sich für die Finalrunde der Qualifikation. Die Spiele Qualifikationsrunden wurden allesamt vom 27. September bis 1. Oktober 2011 im litauischen Šiauliai ausgetragen.

### Qualifikation Vorrunde
| Gruppe A                | Sp | S | N | P+  | P-  | Diff |
| ----------------------- | -- | - | - | --- | --- | ---- |
| 1. Jenissei Krasnojarsk | 2  | 2 | 0 | 168 | 122 | +46  |
| 2. Anwil Włocławek      | 2  | 1 | 1 | 160 | 155 | +5   |
| 3. Torpan Pojat         | 2  | 0 | 2 | 128 | 179 | −51  |

| Gruppe B          | Sp | S | N | P+  | P-  | Diff |
| ----------------- | -- | - | - | --- | --- | ---- |
| 1. Krasnye Krylja | 2  | 2 | 0 | 196 | 161 | +35  |
| 2. BK Dnipro      | 2  | 1 | 1 | 171 | 182 | −11  |
| 3. KK Šiauliai    | 2  | 0 | 2 | 162 | 186 | −24  |

| Datum      | Uhrzeit | Team1                | Team2                | Ergebnis |
| ---------- | ------- | -------------------- | -------------------- | -------- |
| 27.09.2011 | 17:00   | Jenissei Krasnojarsk | Anwil Włocławek      | 83:66    |
| 28.09.2011 | 17:00   | Anwil Włocławek      | Torpan Pojat         | 94:72    |
| 29.09.2011 | 17:00   | Torpan Pojat         | Jenissei Krasnojarsk | 56:85    |

| Datum      | Uhrzeit | Team1          | Team2          | Ergebnis |
| ---------- | ------- | -------------- | -------------- | -------- |
| 27.09.2011 | 19:30   | Krasnye Krylja | KK Šiauliai    | 98:78    |
| 28.09.2011 | 19:30   | KK Šiauliai    | BK Dnipro      | 84:88    |
| 29.09.2011 | 19:30   | BK Dnipro      | Krasnye Krylja | 83:98    |

### Qualifikation Finalrunde
In der Finalrunde spielten die zwei jeweils Bestplatzierten aus den Gruppen A und B eine einfache Runde jeder gegen jeden, wobei die Ergebnisse der Spiele gegeneinander aus der Gruppenphase übernommen wurden.
| Team                    | Sp | S | N | P+  | P-  | Diff |
| ----------------------- | -- | - | - | --- | --- | ---- |
| 1. Krasnye Krylja       | 3  | 3 | 0 | 283 | 245 | +38  |
| 2. Jenissei Krasnojarsk | 3  | 2 | 1 | 249 | 227 | +22  |
| 3. BK Dnipro            | 3  | 1 | 2 | 237 | 250 | −13  |
| 4. Anwil Włocławek      | 3  | 0 | 3 | 214 | 261 | −47  |

| Datum      | Uhrzeit | Team1                | Team2          | Ergebnis |
| ---------- | ------- | -------------------- | -------------- | -------- |
| 30.09.2011 | 17:00   | Jenissei Krasnojarsk | BK Dnipro      | 83:75    |
| 30.09.2011 | 19:30   | Anwil Włocławek      | Krasnye Krylja | 79:99    |
| 01.10.2011 | 17:00   | Jenissei Krasnojarsk | Krasnye Krylja | 83:86    |
| 01.10.2011 | 19:30   | Anwil Włocławek      | BK Dnipro      | 69:79    |

### Gruppenphase - Reguläre Saison
In dieser ersten Phase treten die 18 Mannschaften aufgeteilt in zwei Gruppen in Heim- bzw. Auswärtsspielen gegeneinander an. Jedes Team absolviert 16 Spiele.
Die beiden Gruppensieger qualifizieren sich direkt für das Final-Four. Die Mannschaften auf den Plätzen 2–4 spielen die restlichen beiden Plätze im Play-off-Modus aus.
|  | Erster – Direkteilnahme an Final-Four           |
|  | Zweiter – Teilnahme am Viertelfinale            |
|  | Dritter und Vierter – Teilnahme am Achtelfinale |

#### Gruppe A
| Team                   | Sp | S  | N  | P+   | P-   | Diff |
| ---------------------- | -- | -- | -- | ---- | ---- | ---- |
| 1. UNICS Kasan         | 16 | 14 | 2  | 1229 | 1025 | +204 |
| 2. BK Chimki           | 16 | 12 | 4  | 1299 | 1169 | +130 |
| 3. Žalgiris Kaunas     | 16 | 9  | 7  | 1297 | 1219 | +78  |
| 4. BK Nischni Nowgorod | 16 | 8  | 8  | 1272 | 1256 | +16  |
| 5. VEF Rīga            | 16 | 8  | 8  | 1240 | 1284 | −44  |
| 6. Krasnye Krylja      | 16 | 7  | 9  | 1172 | 1194 | −22  |
| 7. BC Astana           | 16 | 7  | 9  | 1199 | 1274 | −75  |
| 8. BK Budiwelnyk Kiew  | 16 | 5  | 11 | 1201 | 1271 | −70  |
| 9. Kalev/Cramo         | 16 | 2  | 14 | 1118 | 1335 | −217 |

#### Gruppe B
| Team                      | Sp | S  | N  | P+   | P-   | Diff |
| ------------------------- | -- | -- | -- | ---- | ---- | ---- |
| 1. ZSKA Moskau            | 16 | 14 | 2  | 1299 | 1023 | +276 |
| 2. Spartak St. Petersburg | 16 | 11 | 5  | 1159 | 1075 | +84  |
| 3. Lietuvos rytas         | 16 | 10 | 6  | 1251 | 1154 | +97  |
| 4. Lokomotiv Krasnodar    | 16 | 9  | 7  | 1212 | 1197 | +15  |
| 5. Asseco Prokom          | 16 | 8  | 8  | 1165 | 1148 | +17  |
| 6. Asowmasch Mariupol     | 16 | 8  | 8  | 1155 | 1170 | −15  |
| 7. ČEZ Nymburk            | 16 | 8  | 8  | 1219 | 1200 | +19  |
| 8. Jenissei Krasnojarsk   | 16 | 3  | 13 | 1170 | 1324 | −154 |
| 9. BK Minsk-2006          | 16 | 1  | 15 | 1166 | 1505 | −339 |

## Play-offs
Im Achtelfinale spielen die 3. Platzierten der regulären Saison gegen den 4. Platzierten der anderen Gruppe. Die Sieger treffen im Viertelfinale auf die Zweiten der Gruppenphase. Die Sieger komplettieren das Final-Four Feld.

### Achtelfinale
| Datum      | Uhrzeit | Heim                 | Gast                 | Ergebnis |  |
| ---------- | ------- | -------------------- | -------------------- | -------- |  |
| 08.04.2012 | 17:00   | Lokomotive Krasnodar | Žalgiris Kaunas      | 72:44    |  |
| 08.04.2012 | 19:10   | BK Nischni Nowgorod  | Lietuvos rytas       | 60:64    |  |
| 10.04.2012 | 19:00   | Lietuvos rytas       | BK Nischni Nowgorod  | 82:61    |  |
| 10.04.2012 | 19:15   | Žalgiris Kaunas      | Lokomotive Krasnodar | 71:80    |  |

### Viertelfinale
| Datum      | Uhrzeit | Heim                   | Gast                   | Ergebnis |  |
| ---------- | ------- | ---------------------- | ---------------------- | -------- |  |
| 18.04.2012 | 19:00   | Lietuvos rytas         | BK Chimki              | 82:71    |  |
| 18.04.2012 | 19:30   | Lokomotive Krasnodar   | Spartak St. Petersburg | 71:57    |  |
| 20.04.2012 | 19:00   | Spartak St. Petersburg | Lokomotive Krasnodar   | 60:69    |  |
| 20.04.2012 | 19:00   | BK Chimki              | Lietuvos rytas         | 80:62    |  |
| 21.04.2012 | 20:30   | BK Chimki              | Lietuvos rytas         | 78:103   |  |

## Final-Four
Das Final-Four fand vom 2. – 3. Mai 2012 in Vilnius statt.
Es hatten sich qualifiziert:
- ZSKA Moskau
- UNICS Kasan
- Lokomotive Krasnodar
- Lietuvos rytas

### Halbfinale
| Datum      | Uhrzeit | Sieger      | Verlierer           | Ergebnis |  |
| ---------- | ------- | ----------- | ------------------- | -------- |  |
| 02.05.2012 | 18:00   | UNICS Kasan | Lokomotiv Krasnodar | 87:86    |  |
| 02.05.2012 | 21:00   | ZSKA Moskau | Lietuvos rytas      | 79:72    |  |

### Spiel um Platz 3
| Datum      | Uhrzeit | Sieger         | Verlierer           | Ergebnis |  |
| ---------- | ------- | -------------- | ------------------- | -------- |  |
| 03.05.2012 | 18:00   | Lietuvos rytas | Lokomotiv Krasnodar | 91:83    |  |

### Finale
| Datum      | Uhrzeit | Sieger      | Verlierer   | Ergebnis |  |
| ---------- | ------- | ----------- | ----------- | -------- |  |
| 03.05.2012 | 21:00   | ZSKA Moskau | UNICS Kasan | 74:62    |  |

## Auszeichnungen

### Regular Season MVP
- MVP des Monats Oktober  Patrick Beverley (Spartak)
- MVP des Monats November  Rawle Marshall (Astana)
- MVP des Monats Dezember  Chester Simmons (Nymburk)
- MVP des Monats Januar  Michał Ignerski (Nischni Nowgorod)
- MVP des Monats Februar  Jonas Valančiūnas (Lietuvos rytas)
- MVP des Monats März  Wladimir Weremejenko (UNICS)
- MVP des Monats April   Jeremiah Massey (Lokomotiv–Kuban)

- All Season MVP:  Andrei Kirilenko (ZSKA)

### Final Four MVP
- Final Four MVP:  Andrei Kirilenko (ZSKA)